# Amantes criminales
Amantes criminales (título original: Les amants criminels) es una película francesa dirigida por François Ozon en 1999. Según el autor, el filme es una recreación moderna del cuento de Hansel y Gretel.

## Argumento
Alice (Natacha Régnier) y Luc (Jérémie Rénier) son una pareja de jóvenes franceses cuya relación no va bien, debido en gran medida a la falta de motivación sexual de Luc. Alice convence a Luc para asesinar a Saïd, un compañero de clase, haciendo creer a Luc que Saïd la ha violado y tomado unas fotografías del acto. Tras cometer el asesinato, buscarán un lugar donde enterrar el cadáver y, de camino, robarán en una joyería. Tras enterrar el cuerpo en un bosque, se encuentran perdidos, al no poder encontrar el camino de vuelta. Allí se encontrarán con un misterioso personaje, el «hombre del bosque», que los retendrá y mantendrá secuestrados en su cabaña, en condiciones infrahumanas. Pasado un tiempo, el hombre del bosque empieza a forzar a Luc a mantener relaciones sexuales, en las que este descubrirá que la causa de sus problemas sexuales con Alice era su homosexualidad.

## Premios y nominaciones
- 2000: Gran Premio del Jurado en el L. A. Outfest para François Ozon.
- 2000: Premio a la Mejor Actriz en la Semana Internacional de Cine Fantástico de Málaga para Natacha Régnier.
- 1999: Nominación al Golden Bayard del Namur International Festival of French-Speaking Film para la película.
- 1999: Premio al Mejor Guion del Festival de Cine de Sitges para François Ozon.
- 1999: Nominación como Mejor Película del Festival de Cine de Sitges

- Datos: Q1305585